# Менеджер окон

Элементы графического пользовательского интерфейса.

Менеджер окон — компьютерная программа, управляющая размещением и определяющая внешний вид окон в оконной системе графического пользовательского интерфейса. Оконные менеджеры работают «поверх» существующей оконной системы, обеспечивающей требуемую функциональность, такую как поддержку графического оборудования, манипуляторов, клавиатуры. Часто оконные менеджеры базируются на некоторой библиотеке пользовательского интерфейса, такой как Qt или GTK. 

## Типы менеджеров окон
- Тайловый менеджер окон. В нём окна занимают все используемое пространство и могут быть расположены друг рядом с другом или поверх друг друга, но не перекрывая другие окна. Примеры тайловых менеджеров окон: Awesome, i3, dwm, Hyprland.
- Стековый менеджер окон рисует все окна в определенном порядке, по одному за раз, позволяя им перекрываться.
- Композитный менеджер окон позволяет приложениям отрисовываться отдельно и затем объединяет их, иногда добавляя различные эффекты.